# Póvoa de Atalaia
Póvoa da Atalaia ist eine Gemeinde (Freguesia) im portugiesischen Kreis (Concelho) von Fundão. In ihr leben 631 Einwohner (Stand 30. Juni 2011).

## Kultur und Sehenswürdigkeiten
Zu den Baudenkmälern des Ortes zählt die barocke Gemeindekirche Igreja Paroquial da Póvoa de Atalaia (auch Igreja de Santo Estêvão) aus dem 17. Jahrhundert. Ein steinerner Brunnen, die historische Grundschule, und die Kapelle Capela de São Jacinto sind weitere denkmalgeschützte Bauten.
Die beiden Ortsfeste sind die jährlichen Festa das Papas im Januar, und die im September stattfindende Festa em honra de Santo Estêvão, die dem heiligen Stephanus gewidmet ist.

## Persönlichkeiten
- Eugénio de Andrade (1923–2005), Lyriker